# Inerville
Inerville is een gehuchtje en voormalige gemeente in de Franse gemeente Bellengreville in het departement Seine-Maritime. Het gehucht ligt een paar honderd meter ten zuiden van het dorpscentrum van Bellengreville, aan de overkant van de Eaulne.

## Geschiedenis
Oude vermeldingen van de plaats gaan terug tot 1337 als Visnarvilla, 1431 als Vinarville en 1433 als Inerville. Het plaatsje was een kasteel, waarvan binnen de muren een kerkje was gebouwd. Het kasteel werd later vernield, en de manoir werd een hoeve. De 18de-eeuwse Cassinikaart toont hier de parochie Inerville. 
Op het eind van het ancien régime eind 18de eeuw, toen de gemeenten werden gecreëerd, werd Inerville een gemeente. Ook het kerkje was in verval geraakt en de restant omgebouwd tot een koestal.
De kleine gemeente telde in 1821 slechts 8 inwoners. In 1822 werd de gemeente Inerville al opgeheven en net als het naburige Saint-Sulpice-de-Bellengreville aangehecht bij de gemeente Bellengreville.
Bellengreville · Breuilly · Inerville · Saint-Sulpice-de-Bellengreville